# Titantaramellite
La titantaramellite è un minerale.